# George Le Hunte

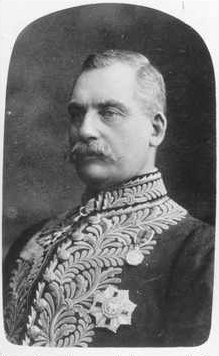
George Le Hunte, um 1903

Sir George Ruthven Le Hunte GCMG (* 20. August 1852 in Artramont, Grafschaft Wexford, Irland; † 29. Januar 1925 in Crowborough, England) war britischer Kolonialbeamter und Gouverneur von South Australia und Trinidad und Tobago.

## Leben
Nach Schulbesuch am Eton College und einem Jurastudium am Trinity College, das er 1880 mit dem Master abschloss, wurde Hunte Barrister und Mitglied der Anwaltskammer Inner Temple. 1875 wurde er zum Privatsekretär von Arthur Gordon ernannt und diente von 1875 bis 1887 auf den Fidschi-Inseln. Am 14. Februar 1884 heiratete er Caroline Rachel Clowes.
Von 1887 bis 1894 war Le Hunte Präsident von Dominica, danach von 1894 bis 1897 Kolonialminister von Barbados und Mauritius (1897). 1899 wurde er zum Vizegouverneur von Britisch-Neuguinea ernannt. Dort versuchte er, den Einfluss der Kolonialregierung auszudehnen, unterstützte die Arbeit christlicher Missionare und förderte die Bildung neuer europäischer Siedlungen. Aufgrund starker finanzieller Probleme konnte er jedoch kaum etwas umsetzen. Nachdem 1901 die Missionare James Chalmers und Oliver Tomkins auf Goaribari Island Opfer von Kannibalen wurden, stellte Le Hunte eine Strafexpedition zusammen. Obwohl sich die Missionarsgesellschaft in London gegen Racheakte aussprach, tötete die Expedition unter seiner Führung ca. 25 Eingeborene und zerstörte ein Großteil des Dorfs. Le Hunte erklärte sein Vorgehen als gerechtfertigt, da die Eingeborenen es durch ihre Taten verdient hätten; in Großbritannien und Australien wurde er jedoch kritisiert.
Nach einem Jahr in England wurde Le Hunte im Juli 1903 zum Gouverneur des australischen Bundesstaats South Australia ernannt. Während seiner Amtszeit wurde ihm aufgrund seiner Zuneigung zu Kindern der Titel „the children's governor“ gegeben. Er beriet den Premierminister Alfred Deakin insbesondere bei der Verwaltung des damals noch zu Australien gehörigen südlichen Teils von Papua-Neuguinea, dem Territorium Papua. Im Dezember 1908 erhielt er den Posten des Gouverneurs von Trinidad und Tobago.
1915 trat er in Ruhestand und ließ sich im englischen Crowborough nieder. Am 29. Januar 1925 starb er an einem Krebsleiden.

## Auszeichnungen
- Companion of the Order of St. Michael and St. George (1898)
- Knight Commander of the Order of St. Michael and St. George (1903)[1]
- Knight Grand Cross of the Order of St. Michael and St. George (1912)[1]